# 河內第二師範大學
河内第二师范大学，一译作河内2号师范大学，是位于越南紅河三角洲地区富寿省的一所全日制公立师范类高等院校。并由越南教育部主管。

## 历史沿革
在越南战争期间，越南师范教育规模不断扩大，基于扩大教育规模、提升教育质量的考量，1967年8月14日，越南民主共和国总理范文同签署128-CP号政府决议，将河内师范大学析为河内第一师范大学、河内第二师范大学及河内外国语师范大学三所大学。1975年，该校由河内市慈廉县迁至永富省春和市鎮（今富寿省春和坊）。
2014年3月4日，河内第二师范大学通过了越南教育部本科教学工作审核评估。

## 学科设置
截至2022年，河内第二师范大学拥有本科教學專業19個，碩士學位授權學科17個，博士學位授權學科5個。其中小学教育及学前教育专业发展历史悠久。该校亦为社会人提供在职教育的机会。
| 教学单位名称       | 学科设置 | 网页                     |
| ------------------ | --- | ------------------------ |
| 学前教育学院       | 学前教育（本科、硕士课程）                                                                                   | ※                        |
| 体育学院           | 体育教育 | ※ （页面存档备份，存于） |
| 小教学院           | 小学教育（本科、硕士、博士课程）                                                                             | ※ （页面存档备份，存于） |
| 思政学院           | 公民教育 | ※ （页面存档备份，存于） |
| 生物与农业技术学院 | 生物学、生态学（硕士课程）、實驗生物學（硕士课程）、植物生理学（博士课程）                                   | ※ （页面存档备份，存于） |
| 物理学院           | 物理教育（本科、硕士课程）、固態物理學（硕士课程）、物理教育（硕士课程）、数学与理论物理学（硕士、博士课程） | ※ （页面存档备份，存于） |
| 数学学院           | 数学教育；数据分析（硕士、博士课程）、应用数学（硕士课程）                                                   | ※ （页面存档备份，存于） |
| 化学学院           | （本科课程）化学师范；（硕士课程）化学教育                                                                   | ※ （页面存档备份，存于） |
| 历史学院           | 历史师范 | ※ （页面存档备份，存于） |
| 英文学院           | 英文、英语师范                                                                                               | ※ （页面存档备份，存于） |
| 中文学院           | 中国语言文学                                                                                                 | ※ （页面存档备份，存于） |
| 语文学院           | （本科课程）越南语文师范、越南语言文学、越南学；（硕士课程）文学理论、越南文学、越南语文教育、越南语言学     | ※ （页面存档备份，存于） |

## 对外交流
河内第二师范大学与中国云南省的昆明华文学校、福建省华侨大学等高校建立了交流关系，并定期向中国派遣留学生学习中文。亦时常在越南举办中文交流活动。此外，河内第二师范大学也有资格向外国人颁发越南语资格证书。